# Enneacampus ansorgii
Enneacampus ansorgii és una espècie de peix de la família dels singnàtids i de l'ordre dels singnatiformes.

## Morfologia
- Els mascles poden assolir 13,8 cm de longitud total.[1][2]

## Reproducció
És ovovivípar i el mascle transporta els ous en una bossa ventral, la qual es troba a sota de la cua.

## Hàbitat
És un peix demersal i de clima tropical (24 °C-28 °C).

## Distribució geogràfica
Es troba a Àfrica: des del riu Gàmbia fins al riu Cuanza (Angola).